# Carl Peter Holbøll
Carl Peter Holbøll (31. prosince 1795, Kodaň – 1856, Atlantský oceán) byl dánský ornitolog, botanik, entomolog, námořní důstojník a inspektor Severního i Jižního Grónska.

## Životopis
Carl Peter Holbøll byl synem zahradníka Fridricha Ludeviga Holbølla (1765–1829) a Juliane Fridericy Kompffe (1771–1801). Od roku 1812 byl Holbøll kadetem u námořnictva a v roce 1814 byl propuštěn. V roce 1818 byl znovu zařazen jako kadet do námořnictva a v roce 1821 jmenován poručíkem. Současně studoval zoologii a v roce 1822 dostal roční dovolenou, aby se mohl připojit k expedici do Grónska, kde studoval lov velryb a sbíral exponáty pro Královské přírodovědné muzeum (později začleněné do Zoologického muzea) v Kodani. Od června 1822 pak pobýval v Nuuku a na jaře 1823 dorazil do Sisimiutu, odkud se spolu s Wilhelmem Augustem Graahem vydal do severního Grónska.
Již v listopadu 1822 si prodloužil dovolenou na dva roky, a tak se v roce 1824, kdy vypršela, vrátil do Dánska. Jeho zájem o Grónsko byl však tak silný, že v roce 1825 odešel z námořnictva jako kapitánporučík a vystřídal Johannese Westa ve funkci inspektora Severního Grónska. Svůj úřad se snažil vykonávat uvážlivě. Staral se o prosperitu a blahobyt Gróňanů, podporoval vzdělávání dětí a zasazoval se také o větší soběstačnost grónského obchodu, a proto předložil smlouvu o volném obchodu, která však neuspěla. Od roku 1828 se přestěhoval do jižního Grónska, kde zastával pozici inspektora Jižního Grónska. Svůj úřad zastával až do své smrti, tedy celkem 31 let, což z něj činí zdaleka nejdéle sloužícího inspektora země, ale také obecně nejdéle sloužící hlavu státu v Grónsku.
V roce 1855 musel Holbøll odcestovat do Kodaně a v roce 1856 se vrátil do Grónska. Jeho briga nazvaná Baldur se však potopila v severním Atlantiku a všichni její pasažéři zahynuli.

## Činnost
Vedle jeho politicko-koloniální správní činnosti má velký význam i jeho vědecká práce. Ve 40. letech 19. století napsal knihu Ornithologiske Bidrag til den grønlandske Fauna (česky Ornitologické příspěvky ke grónské fauně). Mimo jiné Čečetku bělavou (Carduelis hornemanni), jehož druhové jméno pojmenoval po Jensi Wilkenu Hornemannovi. Jeho jméno slouží jako druhové jméno pro následující druhy zvířat:
- Plž Colus holboelli, Møller, 1842
- Plž Lymnaea holboelli, Møller, 1842
- Různorožec Phoxocephalus holboelli, 1842
- Tykadlovka Holboellova, Ceratias holboelli, 1845
- Různorožec Hippomedon holboelli, 1846
- Plž Dolabrifera holboelli, Bergh, 1872

## Rodina
V roce 1825 se v Qeqertarsuaqu oženil s Hannou Sophií Theresií Petersenovou (1810–1856). Jejich děti byly:
- Pingel Johan Carl Heger (1828–1911)
- Johanne Sophia Ludovica (1830–?)
- Carl Ludvig Emil (1831–1855)
- Julie Fanny (1833–1897)
- Adolf Viger (1835–1918)
- Frederik Ludvig (1836–1856)
- Emil Vigo (1837–1928)
- Harald (1837–1919)
- Marie Louise Caroline Catrine (1840–1922)
- Emma Charlotte Margrethe (1843–1904)

Jeho syn Harald je také dědečkem politika Valdemara Holbølla.